# 细叶刺子莞
细叶刺子莞（学名：Rhynchospora faberi）为莎草科刺子莞属的植物。分布在日本、朝鲜以及中国大陆的浙江、山东、广东等地，生长于海拔400米至1,000米的地区，一般生长在沼泽以及溪边的地方，目前尚未由人工引种栽培。
种名 faberi 以19世纪来中国传教、收集植物的德国植物学家花之安（Ernst Faber, 1839-1899）的名字命名。